# 买买提·祖农
买买提·祖农（維吾爾語：مەمەت زۇنۇن‎，1937年—）维吾尔族，新疆喀什市人，文学评论家、教育家。中国共产党党员。

## 生平
1937年出生。买买提·祖农在家乡念完小学以及初级师范。1952年考入新疆大学中文系，1954年被保送到北京师范大学中文系。1958年毕业分配到新疆大学长期任教，历任新疆大学中文系副主任、主任、新疆师范大学副校长等职务，并且被评为教授。他还曾任全国青联常委，新疆维吾尔自治区青联副主席。后来担任中共新疆维吾尔自治区委宣传部副部长、新疆维吾尔自治区文化厅厅长、新疆维吾尔自治区政协委员、常委等职务。21世纪初，任新疆维吾尔自治区人民政府文史馆馆员。
1952年开始发表作品。1986年参加中国作家协会。他长期开展文艺理论的教学及研究。发表过《谈维吾尔民歌》、《短篇小说〈锻炼〉的艺术特点》等60多篇评论。论文《关于维吾尔民主主义文学的开端》获得1986年新疆维吾尔自治区哲学社会科学优秀成果二等奖。《维吾尔民间文学基础》（合作）获得新疆科研成果奖。评论集《探索》获得新疆优秀作品奖，《形象、性格和风格》获得新时期优秀文学评论作品奖。

## 著作

### 评论集
- 买买提·祖农，探索，民族出版社，1984年
- 买买提·祖农，形象、性格和风格，新疆青少年出版社，1986年[1]
- 买买提·祖农，求索集
- 买买提·祖农，文学艺术与社会主义市场经济（维吾尔文）[2]

### 其他
- 买买提·祖农，维吾尔现代文学史，民族出版社
- 买买提·祖农、阿不都克里木·热合曼，维吾尔民间文学基础，新疆人民出版社，1984年（后译成土耳其文在安卡拉大学出版）[1]
- 买买提·祖农主编，中国历代少数民族文论选
- 买买提·祖农主编，中国当代文学（维吾尔文）
- 买买提·祖农整理，玉素甫与艾合买提
- 买买提·祖农整理，维吾尔族民间歌典选[2]